# Alexis Gonçalves Pereira
Alexis Gonçalves Pereira, né le 4 avril 1997 à Nantua, est un footballeur international cap-verdien, qui possède aussi la nationalité française. Il joue au poste d'attaquant à l'AS Cannes.

## Biographie

### En club
Alexis Gonçalves Pereira naît à Nantua, et grandit dans l'Ain. Il commence à jouer au football à l'âge de six ans pour l’AS Montréal-La-Cluse.
Il est formé au Jura Dolois Football puis au Dijon FCO, où il joue avec l'équipe réserve en National 3.
Le club bourguignon ne lui propose pas de contrat professionnel et Gonçalves quitte le club pour rejoindre le RC Grasse en National 2. Lors de la saison 2017-2018, il est élu meilleur joueur de National 2 après avoir inscrit 9 buts en 18 matchs.
Il se rapproche de sa famille en s'engageant avec le SC Toulon la saison suivante avec qui il obtient la promotion en National.
En 2019, il signe son premier contrat professionnel d'une durée de deux ans, en faveur de La Berrichonne de Châteauroux qui évolue en Ligue 2. Il priorise notamment le projet castelroussin au détriment de celui de l'AS Saint-Étienne afin d'obtenir plus de temps de jeu.
Pour son premier match en Ligue 2 face au RC Lens, il est exclu pour avoir accumulé deux cartons jaunes en six minutes. Pour sa deuxième apparition en championnat, il inscrit le but de la victoire dans le temps additionnel sur la pelouse du Havre.
En 2021, il s'engage pour une saison plus une en option au RWD Molenbeek en Division 1B. En janvier 2022, il est prêté au Royal Francs-Borains en troisième division belge. Sa progression est alors freinée par une entorse des ligaments croisés du genou.
À l'été 2022, il rejoint le GOAL FC, avec qui il est promu en National à l'issue de sa première saison.

### En sélection
En fin de saison 2020-2021, Alexis Gonçalves Pereira est convoqué en équipe du Cap-Vert. Il honore sa première sélection le 8 juin 2021 face au Sénégal en amical.

## Statistiques
| Saison                | Club                  | Championnat           | Championnat | Championnat | Championnat | Coupe(s) nationale(s) | Coupe(s) nationale(s) | Coupe(s) nationale(s) | Total | Total | Total |
| Saison                | Club                  | Division              | M.          | B.          | P.d.        | M.                    | B.                    | P.d.                  | M.    | B.    | P.d.  |
| 2016-2017             | Dijon FCO rés.        | CFA 2                 | 17          | 4           | 0           | 0                     | 0                     | 0                     | 17    | 4     | 0     |
| Sous-total            | Sous-total            | Sous-total            | 17          | 4           | 0           | 0                     | 0                     | 0                     | 17    | 4     | 0     |
| 2017-2018             | RC Grasse             | National 2            | 18          | 9           | 0           | 0                     | 0                     | 0                     | 18    | 9     | 0     |
| Sous-total            | Sous-total            | Sous-total            | 18          | 9           | 0           | 0                     | 0                     | 0                     | 18    | 9     | 0     |
| 2018-2019             | SC Toulon             | National 2            | 29          | 6           | 0           | 4                     | 3                     | 0                     | 33    | 9     | 0     |
| 2019-2020             | SC Toulon             | National              | 5           | 1           | 0           | 0                     | 0                     | 0                     | 5     | 1     | 0     |
| Sous-total            | Sous-total            | Sous-total            | 34          | 7           | 0           | 4                     | 3                     | 0                     | 38    | 10    | 0     |
| 2019-2020             | LB Châteauroux        | Ligue 2               | 16          | 3           | 0           | 1                     | 0                     | 0                     | 17    | 3     | 0     |
| 2020-2021             | LB Châteauroux        | Ligue 2               | 20          | 2           | 1           | 0                     | 0                     | 0                     | 20    | 2     | 1     |
| Sous-total            | Sous-total            | Sous-total            | 36          | 5           | 1           | 1                     | 0                     | 0                     | 37    | 5     | 1     |
| 2021-2022             | RWD Molenbeek         | Division 1B           | 10          | 0           | 0           | 1                     | 0                     | 0                     | 11    | 0     | 0     |
| Sous-total            | Sous-total            | Sous-total            | 10          | 0           | 0           | 1                     | 0                     | 0                     | 11    | 0     | 0     |
| 2021-2022             | Francs Borains        | Nationale 1           | 6           | 1           | 0           | 0                     | 0                     | 0                     | 6     | 1     | 0     |
| Sous-total            | Sous-total            | Sous-total            | 6           | 1           | 0           | 0                     | 0                     | 0                     | 6     | 1     | 0     |
| 2022-2023             | GOAL FC               | National 2            | 29          | 10          | 2           | 2                     | 1                     | 0                     | 31    | 11    | 2     |
| 2023-2024             | GOAL FC               | National              | 21          | 4           | 1           | 1                     | 0                     | 0                     | 22    | 4     | 1     |
| Sous-total            | Sous-total            | Sous-total            | 50          | 14          | 3           | 3                     | 1                     | 0                     | 53    | 15    | 3     |
| Total sur la carrière | Total sur la carrière | Total sur la carrière | 171         | 40          | 4           | 9                     | 4                     | 0                     | 180   | 44    | 4     |